# Nemegtonykus
Nemegtonykus citus is een theropode dinosauriër, behorende tot de Maniraptora, die tijdens het late Krijt leefde in het gebied van het huidige Mongolië.

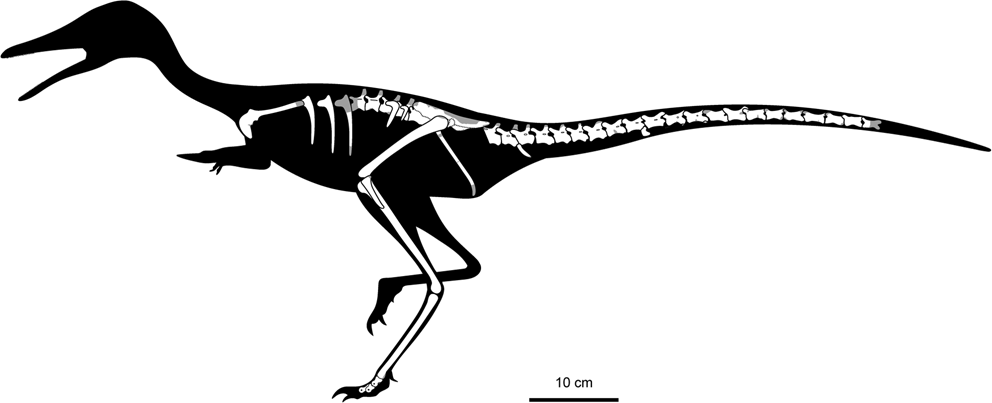

## Vondst en naamgeving
In 2008 groef de Korea-Mongolia International Dinosaur Expedition op de Altan Uul III-vindplaats in de Gobiwoestijn op een halve vierkante meter een dichte concentratie van theropode skeletten op. Sommige daarvan waren van Gobiraptor en een nog onbeschreven lid van de Oviraptoridae maar drie behoorden aan Alvarezsauridae. Eén specimen, MPC-D 100/206, werd beschouwd als een cf. Mononykus sp. maar de andere twee waren van een nog onbekende soort.
In 2019 werd de typesoort Nemegtonykus citus benoemd en beschreven door Lee Sungjin, Park Jin-Young, Lee Yuong-Nam, Kim Su-Hwan, Lü Junchang, Rinchen Barsbold en Khishigjav Tsogtbaatar. De geslachtsnaam combineert een verwijzing naar de Nemegt met een ~onykus, een achtervoegsel dat een verbastering is van het Grieks ὄνυξ, onyx, "klauw", naar analogie met Mononykus. De soortaanduiding betekent "de snelle" in het Latijn.
Het holotype, MPC-D 100/203, is gevonden in een laag van de Nemegtformatie die dateert uit het late Campanien - vroege Maastrichtien. Het bestaat uit een gedeeltelijk skelet zonder schedel. Het omvat zes ruggenwervels, twee sacrale wervels, eenentwintig staartwervels, vijf ribben, de linkerschoudergordel, de armbeenderen, het linkerschaambeen, stukken van de rest van het bekken, de linkerachterpoot en het rechterscheenbeen. Achterpoot en staart lagen in verband.
Toegewezen werd specimen MPC-D 100/207, een gedeeltelijk skelet dat ongeveer even groot is als het holotype. Het bewaart een stuk van het bekken, het rechterdijbeen, een stuk rechterscheenbeen verbonden met het kuitbeen, de rechtermiddenvoet, de linkermetatarsus, het eerste en tweede kootje van de vierde linkerteen, het eerste kootje van de derde linkerteen en mogelijk het eerste en tweede kootje van de tweede linkerteen.

## Beschrijving

### Grootte en onderscheidende kenmerken
Nemegtonykus is een klein dier, ongeveer een meter lang. Uit de omtrek van het dijbeen werd een gewicht geëxtrapoleerd van 3,4 kilogram.
De beschrijvers stelden verschillende onderscheidende kenmerken vast. Sommige daarvan zijn autapomorfieën, unieke afgeleide eigenschappen. De eerste sacrale wervel heeft een horizontale en trapeziumvormige richel die een uitgroeisel is van zowel de samensmelting van het zijuitsteeksel en de sacrale rib als van het achterste gewrichtsuitsteeksel en welke richel contact maakt met het voorblad van het darmbeen. Bij de tweede sacrale wervel is het wervellichaam met de voorbladen van de darmbeenderen vergroeid zonder enige bijdrage van de sacrale ribben. De schoudergordel is gedeeltelijk verbeend. Het achterblad van het darmbeen steekt schuin naar achteren en boven. De tibiotarsus, de vergroeiing van het scheenbeen met de bovenste enkelbeenderen, heeft nabij de onderzijde een uitstekende wigvormige bult op de achterste buitenrand. De onderkanten van de schachten van het tweede en vierde middenvoetsbeen zijn op hun zoolzijden gedeeltelijk vergroeid.
Daarnaast is er een unieke combinatie van op zich niet unieke kenmerken. De eerste en tweede sacrale wervel zijn geheel versmolten. Bij het darmbeen is het aanhangsel voor het schaambeen sterk gereduceerd. De bovenste buitenkant van het darmbeen heeft nabij de antitrochanter een opvallende groeve. De onderste enkelbeenderen en de middenvoet zijn vergroeid tot een tarsometatarsus.

### Skelet
De opisthocoele ruggenwervels zijn kort, overdwars afgeplat en gekield. Ze missen pleurocoelen. Het doornuitsteeksel loopt naar voren uit in een scherpe richel op de wervelboog. DE voorste gewrichtsuitsteeksels zijn kort. Dat geldt ook voor de eerste sacrale wervel. De afwijkende richel van die wervel die contact maakt met het darmbeen is vooraan hoog en achteraan laag met een geleidelijke afneming in verticale dikte. Het is niet waarneembaar of de richel met het darmbeen versmolten was. De tweede sacrale wervel heeft helemaal geen gewrichtsuitsteeksels en is direct met het darmbeen vergroeid, wat uniek is voor de Alvarezsauridae. De voorste staartwervel wijkt af door een afgeschuind voorvlak en korte zijuitsteeksels. De staart is niet verstijfd en de gewrichtsuitsteeksels zijn er kort. De staartwervels zijn procoel wat duidt op een goede beweeglijkheid. De voorste staartwervels hebben een groeve op de onderzijde. De ribben hebben geen processus uncinati.
In de schoudergordel is het schouderblad lang. Het heeft een kleine processus acromialis met een afgeronde voorkant, anders dan bij Mononykus. Het dunne ravenbeksbeen loopt naar onderen taps toe in een scherpe punt.
Het darmbeen helt bovenaan naar het midden. Het werd vermoed dat beide darmbeenderen elkaar in het midden ontmoetten, de doornuitsteeksels van de sacrale wervels tussen zich in klemmend. Het aanhangsel voor het schaambeen os nog slechts een kleine uitstulping als bij Qiupanykus. De antitrochanter loopt horizontaal en is goed ontwikkeld. Het schaambeen is schuin naar achteren gericht.
Het dijbeen is tamelijk recht. De inzinking boven de achterzijde van de onderste gewrichtsknobbels, de fossa poplitea, is breed en loopt naar onderen wijd uit, anders dan bij Mononykus of Xixianykus maar gelijkend op de situatie bij Parvicursor of Linhenykus. Bij het scheenbeen heeft de onderste achterzijde achter de lijn van de crista fibularis niet de gebruikelijke verticale beenplaat maar een naar achteren en bezijden uitstekende beenwig, uniek voor de hele Alvarezsauridae. Het kuitbeen is kort en haalt naar beneden het midden van de schacht van het scheenbeen niet eens. De kam over het onderste derde deel voor de aanhechting van de Musculus illiofibularis is lager dan bij Albinykus.
Het vierde middenvoetsbeen is iets langer dan het tweede. Terwijl het onderste uiteinde van het vierde vrijwel recht is, buigt dat van het tweede sterk naar binnen. Aan de zoolzijde raken hun schachten elkaar en zijn onderaan vergroeid, uniek voor de Alvarezsauridae. Ze hebben geen scharniergewrichten. Het vierde middenvoetsbeen heeft ook een rechte bovenkant. De teenkootjes zijn kort en robuust.

## Fylogenie
Nemegtonykus werd in de Alvarezsauridae geplaatst en daarbinnen in de Parvicursorinae in een polytomie of "kam". In dit geval is het de tweede alvarezsauride uit de Nemegt en een aanwijzing voor een daarvoor onvermoede radiatie van die groep. Dat duidt erop dat die ook in wat nattere omstandigheden kon floreren.